# Lagro (Indiana)
Lagro – miasto w Stanach Zjednoczonych, w stanie Indiana, w hrabstwie Wabash.